# Everybody Works but Father
"Everybody Works but Father" (Em português: Todo Mundo Trabalha menos o Pai) é uma música popular de Jean Havez lançada em 1905. Contada por um filho, dizendo que quanto a ele, sua mãe e irmã trabalhem duro, enquanto seu pai não: "Todo mundo trabalha nessa casa menos o velho".
A música era tão popular que inspirou uma "sequência" intitulada "Uncle Quit Work Too", sobre um parente vagabundo que "fica sentado em casa com cerca de meio centavo e nunca faz nada".
Outra sequência inspirada foi "Father's Got a Job", gravada por Maidie Scott.
Foi gravado por artistas da época, incluindo Billy Murray. Estava no repertório de Groucho Marx, que incluiria a música com um segmento que interpretou sobre pais.

## Letra
Primeiro Verso
Every morning at six o'clock I go to my work,                                                                                                      Over coat buttoned up round my neck no job would I shirk                                                                               Winter wind blows round my head cutitng up my face,                                                                                            I tell you what I'd like to have my dear old father's placed
Refrão
Everybody works but father                                                                                                                       And he sits around all day                                                                                                                        Feet in front of the fire, Smoking his pipe of clay                                                                                    Mother takes in washing                                                                                                                              So does sister Ann                                                                                                                                      Everybody works at our house but my old man.
Segundo Verso
A man named Work moved into town                                                                                                        And father heard the news                                                                                                                             Work, so near my father started shaking in his shoes                                                                                When Mister Work walked by my house                                                                                                             He saw with great surprise                                                                                                                                     My father sitting in his chair                                                                                                                              With blinders on his eyes                                                                                                                                                                                               (Refrão)
Terceiro Verso
At beating carpets father said he simply was immense                                                                                       We took the parlor carpet out and hung it on the fence                                                                                      My mother said: now beat it dear                                                                                                                  With all you might and main                                                                                                                                 And father beat it right back to the fireside again                                                                                           (Refrão)